# Pueblo Bellocq
Las Garzas o Pueblo Bellocq es una localidad y comuna de 2.ª categoría del distrito María Grande 2° del departamento Paraná, en la provincia de Entre Ríos, República Argentina. Se la conoce también por el nombre de su estación ferroviaria: Estación Las Garzas.
La población de la localidad, es decir sin considerar el área rural, era de 201 personas en 1991 y de 215 en 2001. La población de la jurisdicción de la junta de gobierno era de 349 habitantes en 2001.
La junta de gobierno fue creada por decreto 5755/1974 del 30 de diciembre de 1974. Sus límites jurisdiccionales fueron establecidos por decreto 609/1999 MGJE del 19 de febrero de 1999 y modificados por decreto 21/2002 MGJ del 4 de enero de 2002.
Esta población tiene su comisaría de policía, su escuela, así como un almacén de ramos generales con más de 50 años de existencia, también tiene una capilla católica.

## Comuna
La reforma de la Constitución de la Provincia de Entre Ríos que entró en vigencia el 1 de noviembre de 2008 dispuso la creación de las comunas, lo que fue reglamentado por la Ley de Comunas n.º 10644, sancionada el 28 de noviembre de 2018 y promulgada el 14 de diciembre de 2018. La ley dispuso que todo centro de población estable que en una superficie de al menos 75 km² contenga entre 400 y 700 habitantes, constituye una comuna de 2.ª categoría. La Ley de Comunas fue reglamentada por el Poder Ejecutivo provincial mediante el decreto 110/2019 de 12 de febrero de 2019, que declaró el reconocimiento ad referéndum del Poder Legislativo de 21 comunas de 2.ª categoría con efecto a partir del 11 de diciembre de 2019, entre las cuales se halla Las Garzas. La comuna está gobernada por un departamento ejecutivo y por un consejo comunal de 6 miembros, cuyo presidente es a la vez el presidente comunal. Sus primeras autoridades fueron elegidas en las elecciones de 9 de junio de 2019.